# Glaucidium cobanense
Mocho-pigmeu-guatemalteco ou caburé-da-guatemala (Glaucidium cobanense) é uma espécie de ave da família Strigidae. Pode ser encontrada no sul do México, Guatemala e Honduras.